# One Life
One Life er en britisk film fra 2023 af James Hawes.

## Medvirkende
- Anthony Hopkins som Nicholas Winton
- Johnny Flynn
- Helena Bonham Carter som Babi Winton
- Lena Olin som Grete Winton
- Jonathan Pryce som Martin Blake
- Ziggy Heath
- Romola Garai som Doreen Warriner
- Alex Sharp som Trevor Chadwick
- Samantha Spiro som Esther Rantzen